# Night at the Museum: Secret of the Tomb
Night at the Museum: Secret of the Tomb (titulada: Noche en el museo: El secreto del faraón en España y Una noche en el museo 3: El secreto de la tumba en Hispanoamérica) es una película estadounidense de aventura y comedia que protagonizan Ben Stiller, Robin Williams y Dan Stevens, se estrenó el 19 de diciembre de 2014 en los Estados Unidos. Es la secuela de Night at the Museum: Battle of the Smithsonian está dedicada a Mickey Rooney y Robin Williams por sus fallecimientos.

## Argumento
En 1938, en Egipto un equipo de arqueólogos está excavando en una tumba en busca de un artefacto valioso. Un chico cae por un agujero, lo que conduce a su padre y los otros a encontrar la tabla de Ahkmenrah. Un hombre local ve la tabla y dice que si es quitada de su lugar "El fin vendrá".
En el día de hoy en la ciudad de Nueva York, un gran evento en el Museo de Historia Natural, que cuenta con la asistencia del cuidador del museo, el doctor McPhee, está siendo supervisado por Larry Daley. Larry reúne las exposiciones favoritas, incluyendo Theodore Roosevelt, Atila el Huno, Sacagawea, Dexter el mono capuchino, y Rexy el esqueleto de Tyrannosaurus. En otros lugares, Jedediah y Octavio están viendo un video divertido de gatos en YouTube, donde con un aparato similar a una máquina de escribir debido a su tamaño, logran comentar LOL. Larry se encuentra con un hombre de Neandertal, llamado Laaa, que fue modelado para parecerse a Larry como una broma.
Ahkmenrah se da cuenta de que la tabla se está empezando a corroer, haciendo que todas las exposiciones actúen salvajemente y causen caos durante el evento. Las exposiciones atacan invitados y rondan fuera de control por todo el lugar. Dexter abofetea Larry unas cuantas veces. Todo el mundo después se calma, sin saber lo que pasó hasta que miran la tabla y observan la corrosión. Larry se va a casa para encontrar a su hijo adolescente Nicky teniendo una fiesta sin permiso en la que está actuando como el DJ. Larry envía todos los chicos fuera. Ahora que Nick se ha graduado de la escuela preparatoria, ha perseguido otros intereses y está tratando de convertirse en un DJ a tiempo completo en vez de iniciar la universidad. Es claro que la relación con su padre se ha tensado un poco.
En su búsqueda de respuestas, Larry descubre una foto del niño y su padre durante la expedición. Se entera de que el niño es Cecil Fredericks, el exguardia de seguridad del museo que trató de robar la tabla para sí mismo. Larry encuentra Cecil en una casa de retiro, junto con Gus y Reginald los antiguos guardias. Larry le explica a Cecil lo que está pasando y él recuerda haber oído "El fin vendrá". Sugiere que se encuentren a los padres de Ahkmenrah, que están en el Museo Británico de Historia Natural. Larry va con McPhee, que está en proceso de ser despedido, y lo convence para llamar al Museo Británico y permitirle viajar allí con Ahkmenrah. McPhee se pone al teléfono y hace que suceda.
Larry y Nick viajan a Londres para llegar al Museo Británico. Se reúnen con un guardia de seguridad de ese museo, Tilly, que es excéntrica y piensa que ser un guardia de seguridad de Estados Unidos sería más divertido que en Londres. Cuando Larry se mete en el museo, ve que Laaa, Teddy, Sacajawea, Atila, Dexter, Jed, y Octavio; todos se colaron en la caja para unirse a la aventura. La tabla ahora trae las exposiciones británicas a la vida, la pandilla encuentra por primera vez el esqueleto de Triceratops que los persigue. Se guardan por Sir Lancelot, quien golpea el Triceratops, llamado "Trixie", en la nariz. Desafortunadamente, la banda también ha perdido Jed y Octavio, que han caído a través de las cámaras de ventilación. La pandilla se va a buscar a Jed y Octavio, cuando se encuentran con Hydra, la serpiente demonio que viene a la vida y los ataca. Mientras tanto, Jed y Octavio aterrizan en una exposición de Pompeya justo cuando el volcán entra en erupción. La pandilla combate una estatua Hydra mientras Dexter encuentra a Jed y Octavio. Larry derrota a Hydra con un desfibrilador mientras que Dexter se orina en la lava para salvar a Jed y Octavio.
La banda se encuentra las tumbas de los padres de Ahkmenrah, Merenkahre y Shepseheret. Merenkahre es al principio reacio a revelar la verdad detrás de la tabla, pero finalmente admite que fue un regalo hecho para su hijo cuando era un bebé. Necesita luz de la luna para retener su magia. Entonces, Lancelot revela sus verdaderas intenciones de robar la tableta mientras sostiene a Nick con un cuchillo en el cuello. Larry se rinde, le entrega la tabla, y Lancelot se escapa con ella para encontrar a Ginebra y conquistarla. Mientras la corrosión de la tabla aumenta, esta causa que los brazos de Teddy se conviertan en cera y debilitan Ahkmenrah. Tilly bloquea entonces a Larry y a Laaa en la sala de seguridad. Allí, Larry comienza a pensar en su relación con Nick. Laaa señala su cabeza y Larry piensa que quiere decir que tiene que abrir su mente a los intereses de Nick, pero Laaa sólo rompe el cristal con la cabeza y se liberan.
La pandilla emprende una carrera para encontrar a Lancelot, pero se ven acorralados por las estatuas de leones. Larry les distrae con una linterna como en el vídeo del gato.
Lancelot ha ido a un teatro local en el que se presenta una producción de Camelot protagonizada por Hugh Jackman como el Rey Arturo y Alice Eve como Ginebra, en ese momento Hugh actúa como Wolverine y Alice dice "Te ves mejor sin camisa y con garras". El caballero se sube al escenario con la tabla y trata de convencer a Alice a unirse a él, aunque ella insiste en que ella es sólo una actriz. Larry y sus amigos pronto encuentran a Lancelot y lo persiguen hasta la azotea donde toma una antorcha y la tabla. Larry acorrala a Lancelot en el techo. Sin embargo, la magia de la tableta ha desaparecido casi por completo. Teddy, Sacajawea, Ahkmenrah, Dexter, Jed y Octavio todo se congelan. Larry convence a Lancelot para que le regrese la tabla para salvar a sus amigos. Él deja que la luz de la luna restaure el grabado de oro de la tabla y así traer a todos de vuelta a la vida.
Larry devuelve la Tabla a Merenkahre y decide que ella y Ahkmenrah debe permanecer allí en el Museo Británico. Las otras exposiciones deciden volver con Larry, sabiendo que, sin la tabla no volverán a la vida, pero deciden que lo mejor para todos es que la familia de Ahkmenrah permanezca junta. Larry, Nick y las exposiciones regresan a Nueva York.
Tres años más tarde, un evento de la historia británica está sucediendo en el Museo de Historia Natural .Tilly se presenta en la oficina de McPhee con una caja. McPhee dice que, al regresar, Larry se inculpo de todo para devolverle el trabajo y dejó el museo, regresó a la escuela y ahora es maestro. Tilly abre la caja y saca la Tabla. Ella trae a McPhee para mostrarle que todas las exposiciones cobran vida, así como le había dicho Larry antes de ir a Londres. McPhee sonríe mientras observa a las exposiciones bailar. Mientras tanto en el exterior, Larry mira y sonríe.

## Reparto
- Ben Stiller: Larry Daley/Laaa.
- Robin Williams(†): Theodore Roosevelt.
- Owen Wilson: Jedediah Smith.
- Steve Coogan: Octavius.
- Dan Stevens: Sir Lancelot.
- Rebel Wilson: Tilly.
- Ricky Gervais: Dr. McPhee.
- Skyler Gisondo: Nicky Daley.
- Ben Kingsley: Faraón Merenkahre.
- Rami Malek: Faraón Ahkmenrah.
- Patrick Gallagher: Atila.
- Mizuo Peck: Sacagawea.
- Brad Garrett: Moái (voz).
- Crystal el Mono: mono Dexter.
- Rachael Harris: Madeline Phelps.
- Dick van Dyke: Cecil Fredericks.
- Percy Hynes White: Cecil Fredericks de joven.
- Bill Cobbs: Reginald.
- Mickey Rooney(†): Gus.
- Andrea Martin: Rose (Archivista).
- Brennan Elliott: Robert Fredericks.
- Alice Eve: Ella misma. (no acreditada)
- Hugh Jackman: Él mismo. (no acreditado)

## Producción

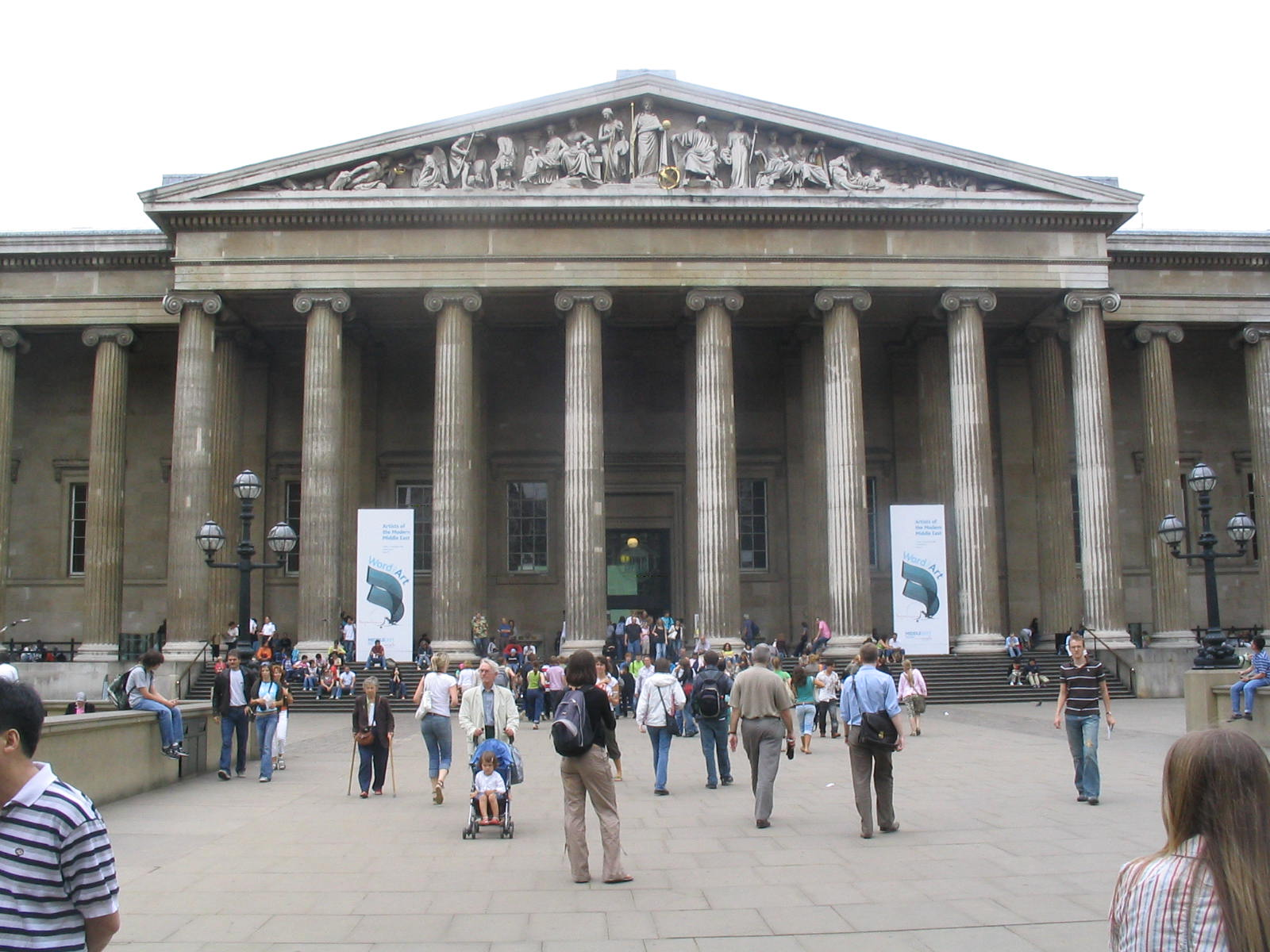
Entrada del Museo Británico, donde se ambienta la película.

Gran parte de la acción de Una Noche en el Museo: El secreto del Faraón está rodada en el Museo Británico de Londres. El equipo se asentó en la capital británica para la fotografía en enero de 2014 y finalizaron la filmación dos meses después.
El 21 de enero de 2010, coguionista Thomas Lennon le dijo a Access Hollywood: "Creo que es una idea realmente excepcional hacer una noche en el museo 3, de hecho. Me pregunto si alguien ni siquiera esté trabajando en un guion para eso. Yo no puedo confirmar que es un hecho, pero tampoco puedo negar que es un hecho... podría estar en proceso." En una entrevista en octubre de 2011 con The Hollywood Reporter, Stiller confirma la secuela, sin embargo, dice que fue sólo en la "etapa de las ideas". Se anunció en febrero de 2013 que la película, dirigida por Shawn Levy, sería estrenada el 25 de diciembre de 2014. El 10 de septiembre de 2013, se anunció que rodaje comenzaría en febrero de 2014.
El 8 de noviembre de 2013, el actor Dan Stevens fue elegido para el papel de sir Lancelot. El 15 de noviembre de 2013, se anunció a Skyler Gisondo para reemplazar a Jake Cherry en el papel de Nicky Daley. El 18 de diciembre de 2013 se reveló que Robin Williams, Stiller y Ricky Gervais iban a regresar para la secuela. El 9 de enero de 2014 se anunció que Rebel Wilson interpretaría a una guardia de seguridad en el Museo Británico. El 14 de enero de 2014, se anunció que la fecha de lanzamiento de la película se adelantó del 25 de diciembre de 2014 al 19 de diciembre de 2014. El 23 de enero de 2014, se anunció que Ben Kingsley desempeñaría el personaje de un faraón egipcio en el Museo Británico. la fotografía principal y la producción comenzaron el 27 de enero de 2014. El 6 de mayo de 2014, se anunció que la película iba a ser titulada Una Noche en el Museo:El Secreto de la Tumba. En mayo de 2014, el rodaje terminó. El 6 de abril de 2014 murió Mickey Rooney. El 11 de agosto de 2014 murió Robin Williams. Ambos actores fueron homenajeados

## Recepción
En Rotten Tomatoes, la película recibió una calificación de aprobación del 47%, basada en 104 reseñas, con una puntuación promedio de 5/10. El consenso crítico del sitio dice: "Aunque no está exento de momentos, Una Noche en el museo: El secreto de la tumba es una despedida menos que inspirada para la trilogía". En Metacritic, la película tiene una puntuación de 47 sobre 100, basada en 33 críticos, lo que indica "críticas mixtas o promedio". En las encuestas de CinemaScore realizadas durante el fin de semana de apertura, el público del cine le dio a la película una calificación promedio de "B +" en una escala de A + a F.
Scott Foundas de Variety dio una crítica positiva a la película, elogió los efectos visuales y calificó los valores de producción como "de primera categoría", y admiró el trabajo de Guillermo Navarro. Añadió: "Un remate muy agradable para el director Shawn Levy y el juggernaut alegremente tonto y furtivamente inteligente del entretenimiento familiar del productor Chris Columbus ofrece pocos secretos de sorpresas, pero debería agregar mucha alegría navideña a la taquilla de Fox. Peter Bradshaw de The Guardian le dio a la película tres estrellas de cinco y dijo: "La tercera parte de lo que absolutamente nadie llama la 'trilogía' de La noche en el museo resulta ser un panto afable y entretenido y surrealista. fantasía." otorgó a la película 2½ estrellas de 4 elogiando el escenario temático de Indiana Jones mientras criticaba las actuaciones del elenco y dijo: "Por más talentoso que pueda estar cualquier película de Night at the Museum, en esta tercera entrega Vengo a una película de este tipo esperando el mejor trabajo de nadie. O al menos uno ciertamente no debería, porque no se materializará". Stephanie Zacharek de The Village Voice dio a la película una crítica positiva, diciendo "La tercera entrega, Night at the Museum: Secret of the Tomb puede ser la mejor, e incluso el generalmente herido Ben Stiller una vez más interpretar a un desconcertado guardia del Museo de Historia Natural es fácil de tolerar". Claudia Puig de USA Today le dio a la película dos estrellas y media de cuatro, diciendo "Donde las películas anteriores se sintieron frenéticas y forzadas, esta salida se siente más alegre, más agradable y menos artificial". Joe Neumaier, del New York Daily News, le dio a la película tres de cinco estrellas y dijo: "Hay una serenidad en las visitas a los museos, especialmente si es un lugar que conoces y amas. Una Noche en el museo: El secreto de la tumba, sorprendentemente, recupera ese sentimiento en forma de franquicia de gran estudio".
Bill Goodykoontz de The Arizona Republic le dio a la película dos de cinco estrellas, diciendo "Night at the Museum: Secret of the Tomb es un asunto bastante mediocre, un robo de efectivo que intenta apuntar un poco más alto pero confunde los atajos cursis con emoción real". Joe McGovern de Entertainment Weekly le dio a la película una B, diciendo "Es un poco divertido, sin vergüenza, y no menos importante porque las personas que lo hicieron parecer que lo pasaron bien haciéndolo". Tom Long de The Detroit News le dio a la película una B, diciendo que "Hay algunos elementos clave que hacen que esta secuela de Night at the Museum funcione mejor que su predecesora". Stephen Whitty, de Newark Star-Ledger, le dio a la película dos de cuatro estrellas y dijo que "las exhibiciones de esta Noche en el museo pueden cobrar vida cada noche. Pero su última película permanece obstinadamente inerte". Tom Russo de The Boston Globe le dio a la película dos estrellas y media de cuatro, diciendo: "Ver a Ben Stiller, el difunto Robin Williams y su pandilla mágicamente despierta juntos de nuevo, esta vez en Londres, inicialmente es indulgente, sonrisas nostálgicas en lugar de nuevas maravillas. Pero luego viene el acto final excepcionalmente inteligente y fresco de la película, que ofrece una sorpresa genuina junto con muchas risas". Robbie Collin de The Daily Telegraphle dio a la película tres de cinco estrellas, diciendo "La tercera película de Noche en el museo comienza con fuerza, con su corazón en el pasado es un comienzo emocionante, y quizás demasiado emocionante para el propio bien de la película. Es difícil no ser decepcionado cuando la trama regresa al presente y se instala en la fórmula consagrada por el tiempo de criaturas digitalizadas que se desenfrenaban y personajes famosos disfrazados haciendo trucos". Michael Rechtshaffen de The Hollywood Reporter le dio a la película una crítica negativa, diciendo "A pesar de mudarse al otro lado del charco al estimado Museo Británico, la chirriante Noche en el Museo: El secreto de la tumba no logra capitalizar el potencial cómico proporcionado por ese cambio de sede".
Ignatiy Vishnevetsky, de The AV Club, le dio a la película una C + y dijo que "Secret of the Tomb la interpreta como una fuente de bromas cursis, referencias a la cultura pop y momentos de unión entre padre e hijo. En otras palabras, es exactamente el tipo de película que no debería esperarse que se involucre con sus variados subtextos extraños, pero qué película podría ser si lo hiciera". Sara Stewart del New York Postle dio a la película dos de cuatro estrellas, diciendo: "Para despertar el interés de los niños en la historia y la naturaleza, podrías hacerlo peor que esta tonta franquicia de Ben Stiller. Pero su tercera entrega es más meh que maníaca, demasiado dependiente de tomas amplias de la ragtag Cohortes del Museo de Historia Natural caminando por los pasillos. Uno tiene la sensación de que el director que regresa, Shawn Levy, está listo para colgar". Richard Roeper del Chicago Sun-Timesle dio a la película una estrella y media de cada cinco, diciendo: "El diálogo es tonto y a menudo dolorosamente poco divertido, Los efectos especiales son a menudo tan malos de los ochenta que uno se pregunta si fue una elección deliberada, hacer que las imágenes espeluznantes de las esculturas bailaran y pinturas que se mueven menos aterradoras para los espectadores jóvenes. Una y otra vez, actores fabulosos se hunden en el equivalente a arenas movedizas cinematográficas, indefensos ante el sonido de succión de esta película". Drew Hunt, de Slant Magazine, le dio a la película una de cada cuatro estrellas, diciendo: "Ninguna de las entradas de la serie Night at the Museum podría pasar por arte de alto nivel, pero una gran cantidad de talento cómico dio a las dos primeras entregas una locura energía que perdonaba algo sus premisas infantiles, Night at the Museum: Secret of the Tomb, la tercera y supuestamente última edición de la franquicia, no es más que una obligación contractual incómodamente transparente.